# 窦彭祖
窦彭祖（？—前136年），西汉官员，孝文窦皇后的侄子。
竇皇后的哥哥竇長君先卒，汉景帝元年（前156年）汉景帝封竇廣國為章武侯，竇長君之子竇彭祖為南皮侯。窦太后说：“皇后的哥哥王信可以封侯。”景帝说：“当初南皮侯和章武侯，先帝都不封他们为侯；等到我即位后才封他们为侯；现在王信也不得封侯。”窦太后说：“当年我哥哥窦长君在世时，不得封侯，死后他的儿子窦彭祖反而得以封为南皮侯，我十分遗憾！皇帝赶快封王信为侯吧。”景帝和丞相周亚夫商议，周亚夫以汉高帝的不是刘氏不得封王，无功的人不得封侯，反对王信封侯。汉景帝四年（前153年），汉景帝以南皮侯竇彭祖為奉常。汉景帝五年（前152年），安丘侯張歐接替竇彭祖為奉常。竇彭祖在侯位二十一年，于汉武帝建元五年（前136年）薨。建元六年（前135年），夷侯竇良嗣，在位五年薨。元光五年（前130年），竇桑林嗣侯，在位十八年，元鼎五年（前112年），因为酎金免侯。
| 前任： 殷 | 西汉奉常 前153年—前152年 | 繼任： 張歐 |